# Jean-Étienne Liotard
Jean-Étienne Liotard (Genf, 1702. december 22. – Genf, 1789. június 12.) svájci festő. A rokokó jelentős művésze. Ikertestvére Jean-Michel Liotard (1702 - 1796) rézmetsző volt.

## Életpályája
Svájcban tanult, majd Párizsban Jean-Baptiste Massé (1687–1767) és François Lemoyne (1688–1737) tanítványa volt. Stílusára nagy hatással volt Maurice Quentin de la Tour művészete.
Bár a világos színekben tartott, lágy pasztell-arcképei kifejező erőben vetélytársa, Quentin de la Tour mögött maradnak, de tetszetősségük miatt kora kedvenc arcképfestője volt. Rómában, Velencében, Nápolyban, Konstantinápolyban, Bécsben, Londonban, Amszterdamban festett. Törökös viselete miatt "a török festő"ként is emlegetik.

## Írása
- Traité des principes et des regles de la pinture (1781)

## Művei
Számos múzeumban megtalálhatók a művei, így például az Uffiziben, a Louvre-ban, Genfben és a drezdai Zwingerben. Kiemelkedőek a lágy tónusú, zsánerszerű pasztelljei.
- Richard Pococke török ruhában (1738 - 1739, Genf, Musée de l'Art et de l' Histoire)
- La liseuse, A szép csokoládéslány[12] (1745), La belle Lyonnaise (Drezda, Gemäldegalerie)
- Mária Antoinette képmása és  XVI. Lajos képmása (1771 - 1772, Stupinigi (Torino mellett)
- Önarckép (1773)
- Moritz von Sachsen gróf arcképe (Drezda)
- Madame d'Épinay arcképe (Genf)
- Rodolphe Coteau (pasztell, 1788, Genf, Musée de l'Art et de l' Histoire)
- Mária Terézia 11 gyermeke (1777 - 1778, Genf, Musée de l'Art et de l' Histoire)

## Képgaléria

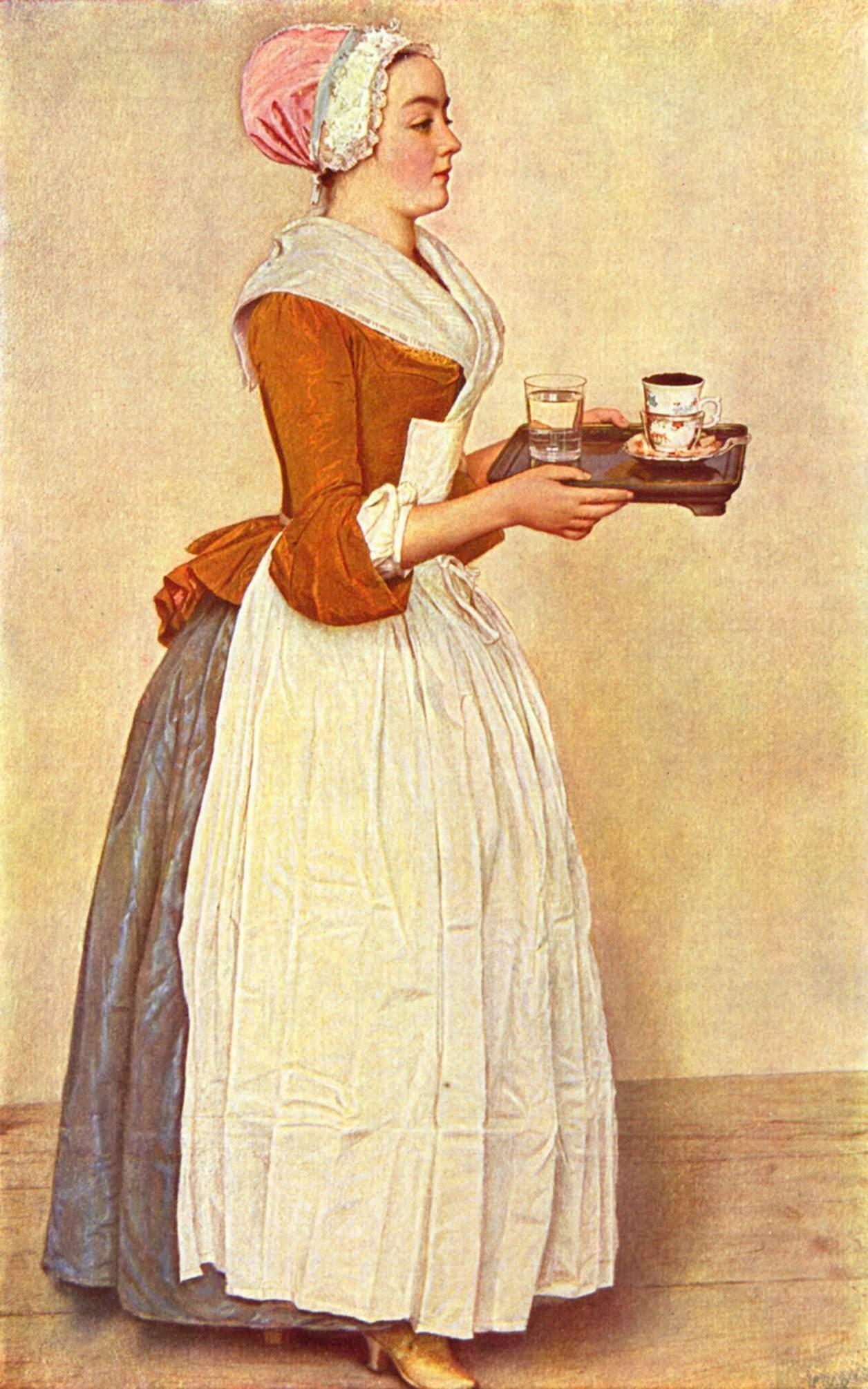
Liotard: A szép csokoládéslány, 1744
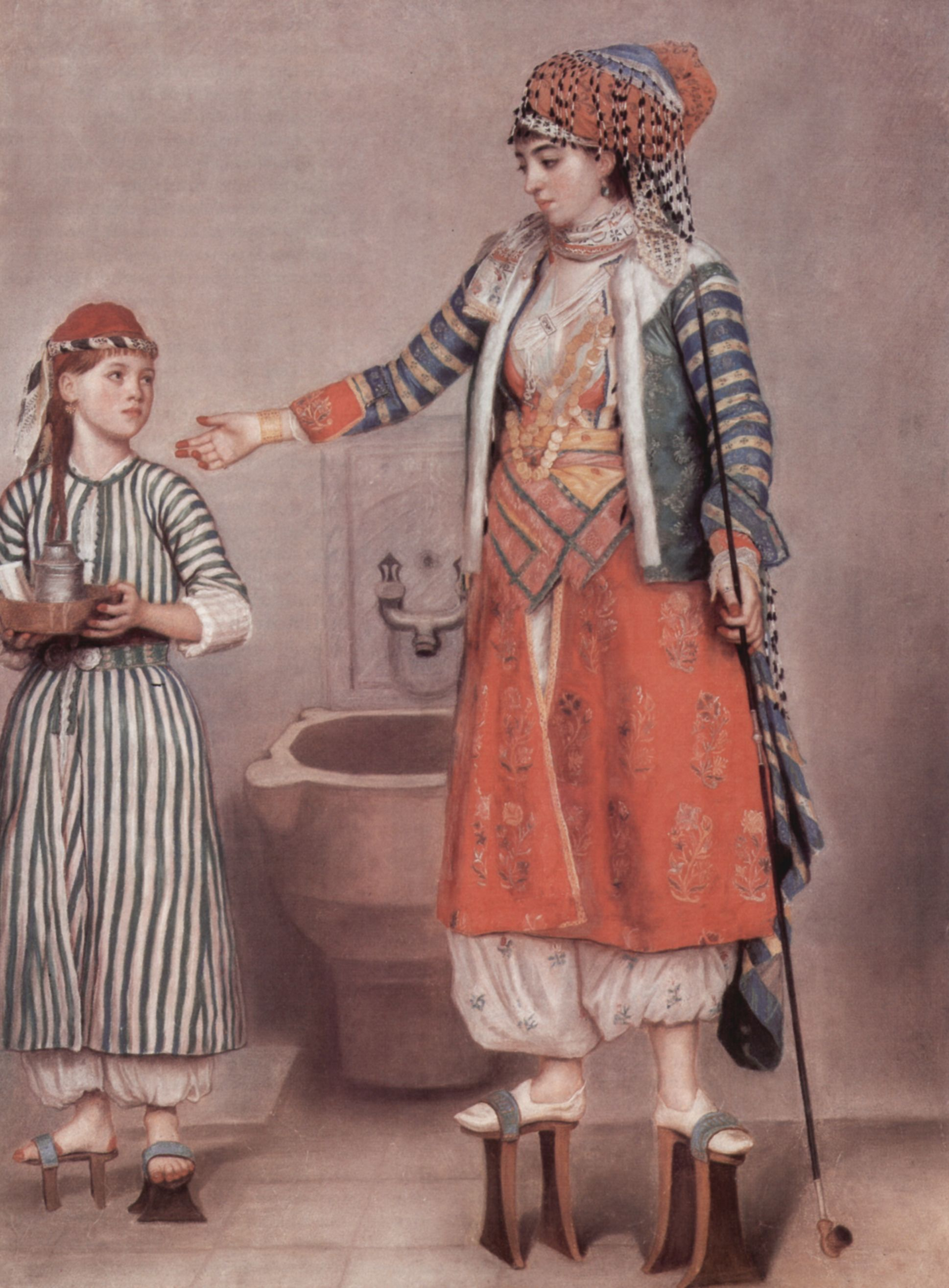
Egy török ruhába öltözött nyugati asszony szolgálójával (1742), Oskar Reinhart, Winterthur
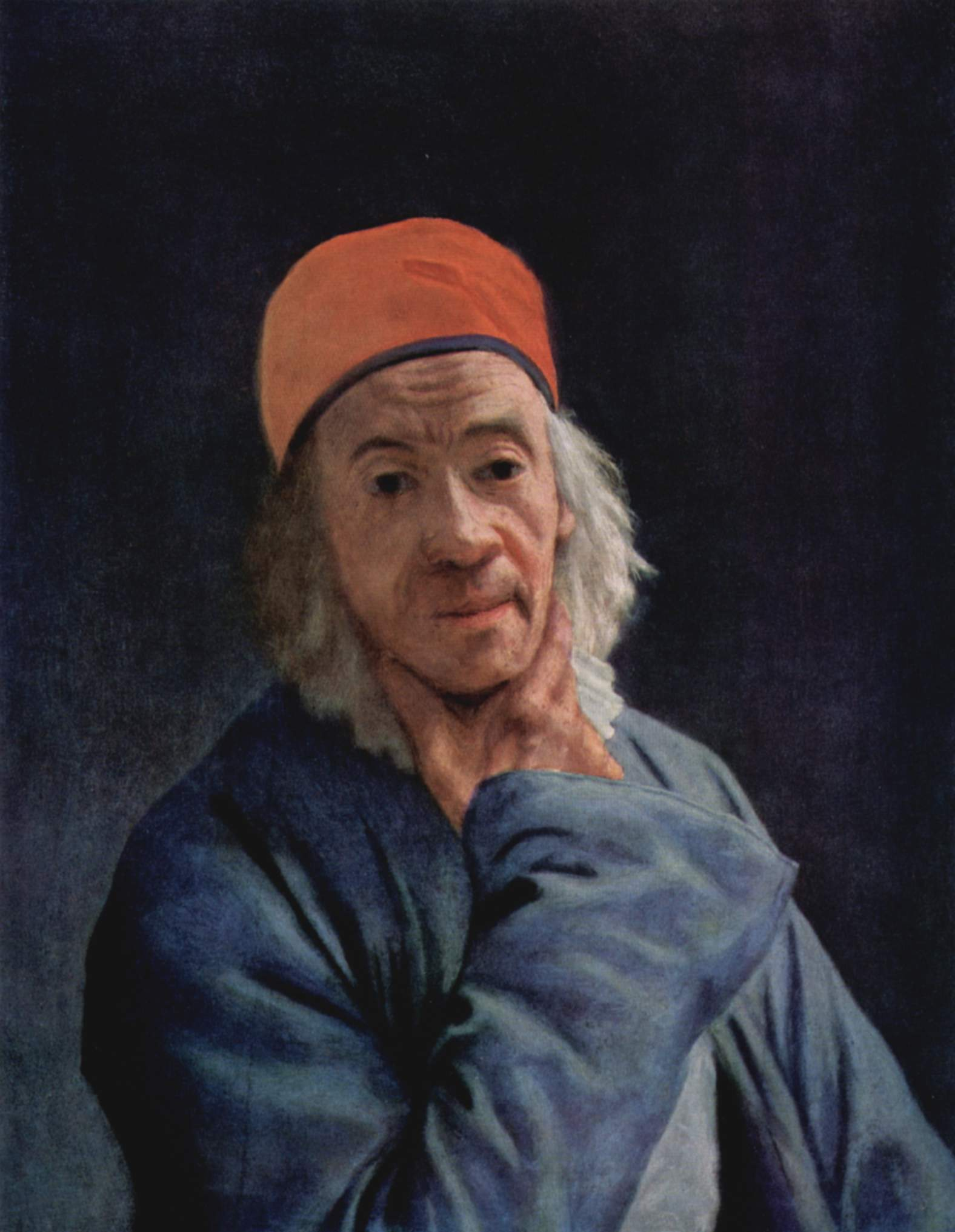
Önarckép, 1773

## Ajánlott irodalom
- R. Loche, M. Roethlisberger: L'opera completa di Liotard, 1978
- Dessins de Liotard, kiállítási katalógus. Genève, Paris, 1992
- A. Holleczek: Jean-Etienne Liotard, 2001